# Order Suworowa (Federacja Rosyjska)
Order Suworowa (ros. Орден Суворова) – jednoklasowe odznaczenie państwowe Federacji Rosyjskiej ustanowione 20 marca 1992. Imieniem patrona Aleksandra Suworowa i kolorami wstążki nawiązuje bezpośrednio do I klasy sowieckiego orderu o tej samej nazwie. Status orderu uchwalono 7 września 2010 roku. Order nadaje się oficerom, generałom i marszałkom za wybitne zasługi w dziedzinie organizacji i kierowania operacjami wojskowymi, a od nowelizacji statutu w 2015 roku także funkcjonariuszom innych formacji mundurowych.